# MovieWeb
MovieWeb — це розважальний новинний вебсайт і відеобренд.

## Опис
MovieWeb повідомляє про новини розваг через свій вебсайт і відповідні соціальні мережі та відеоплатформи. Сайт також підтримує пошукову базу даних фільмів.

## Історія
MovieWeb запущено в 1995 році. MovieWeb належить WATCHR Media, Inc., приватній компанії з Лас-Вегаса.

## Партнерські відносини
У серпні 2000 року MovieWeb оголосила про співпрацю з мережею відеопрокату Video Update та постачальником програмного забезпечення для роздрібної торгівлі відео Unique Business Systems Inc.
MovieWeb виступає дистриб'ютором Hulu. MovieWeb також створює відеоконтент для IMDb.com.